# Felícia
A Felícia a Félix név női párja.

## Rokon nevek
- Lícia:[1] a Felícia önállósult rövidülése.[3]

## Gyakorisága
Az 1990-es években a Felícia igen ritka, a Feliciána és a  Lícia szórványos név, a 2000-es években nem szerepelnek a 100 leggyakoribb női név között.

## Névnapok
- Felícia: május 20.,[2] július 6.,[2] szeptember 30.[2]
- Lícia: június 6.,[3] június 9.[3]

## Híres Felíciák, Líciák
- Hauteville-i Felícia magyar királyné, Könyves Kálmán magyar király első felesége